# Jørgen Kastholm
Jørgen Kastholm (født 22. april 1931 i Roskilde, død 13. juni 2007 i Dragør) var en dansk møbelarkitekt, der er særligt kendt for sit samarbejde med Preben Fabricius i 1960'erne. Særligt kendt er han nok for Græshopperstolen (FK 87 Grashopper Chair) og FK 82 X-Chair, der begge blev designet sammen med Fabricius. 

## Biografi
Kastholm, der oprindeligt var uddannet smed, skiftede i 1950'erne spor og blev optaget på Skolen For Boligindretning, hvor han læste under blandt andet Finn Juhl. Efter studieture ude i verden mødte Kastholm Preben Fabricius på Ole Hagens tegnstue i 1960. Året efter etablerede de fælles tegnestue i Gentofte. Deres fælles målsætning var perfektion, æstetik og minimering.
Inspirationen kom fra navne som Arne Jacobsen og Hans J. Wegner, men også internationale designere som Ludwig Mies van der Rohe og Charles og Ray Eames påvirkede dem. Fabricius og Kastholm tegnede møblerne sammen - skitser røg på kryds og tværs mellem dem, så de ikke selv kunne definere, hvem der egentlig tegnede hvad. Efter nogle år i Tyskland skiltes deres veje i 1968 efter nogle uenigheder.
Jørgen Kastholm flyttede tilbage til Danmark, men vendte hurtigt tilbage til Tyskland, hvor han frem til 1997 var professor i møbeldesign og produktudvikling ved Bergische Universität Wuppertal. Han åbnede i 1998 to tegnestuer i Düsseldorf og på Mallorca, hvor han tilbragte sine sidste år.
Flere af hans værker er udstillet på museer som Trapholt,, på Louvre i Paris og Museum of Modern Art i New York. Derudover er møblerne at finde i 120 lufthavne verden over, herunder Københavns Lufthavn.
Kastholm modtog i 1995 Red Dot Award og i 1969 Gute Form-prisen fra Tyskland sammen med Preben Fabricius.

## Værker i uddrag
- Krumsabelstolen / Scimitar Chair (1963)
- FK 87 Grashopper Chair (1967)[4]
- FK 82 X Chair (1967)[5]